# Galaton
Galaton (altgriechisch Γαλάτων) war ein antiker griechischer Maler.
Er ist nur durch eine Erwähnung bei Claudius Aelianus bekannt. Aelian nennt ihn als Maler eines Bildes, auf dem ein sich übergebender Homer gezeigt wird und andere auf dem Bild gezeigte Dichter das Erbrochene zu sich nehmen. Da die Erwähnung des Bildes unmittelbar auf die Nennung eines von Ptolemaios Philopater in Alexandria errichteten Homertempels folgt, wurde vermutet, das Bild sei Teil der Tempelausstattung gewesen; Galaton habe also zur Zeit des Ptolemaios gewirkt. Diese Zuordnung wurde als spekulativ zurückgewiesen, da das Bild auch wegen des Gegensatzes zur zuvor genannten Pracht des Tempels genannt worden sein kann. Die Wirkungszeit des Galaton bleibt demnach unklar; klar ist lediglich, dass er vor Aelian gewirkt haben muss.